# Liuben Karavelov
Liuben Stoicev Karavelov (în bulgară Любен Стойчев Каравелов n. c. 1834 - d. 21 ianuarie 1879) a fost un scriitor bulgar și militant de seamă în cadrul mișcării de renaștere națională.
Consolidează genul scurt în literatura bulgară, îndrumându-l spre realismul de puternice accente dramatice.
Prin povestirile sale, a inaugurat istoria nuvelisticii moderne bulgare, în care abordează tehnica expozitivă și tematica socială.
A avut o bogată activitate publicistică, fiind editor al revistelor Znanie și Svoboda.

## Scrieri
- 1861: Monumente ale vieții naționale bulgare ("Pamiatniki narodnogo bîta bolgar", Памятники народного быта болгар)
- 1867: Bulgari din vremea veche ("Bălgari ot staro verme", Българи от старо време)
- 1875: Copilașul mamii ("Maminoto detențe", Маминото детенце).

1. ↑  Autoritatea BnF, accesat în 10 octombrie 2015